# 2023年7月以色列入侵傑寧行動
2023年7月以色列入侵傑寧行動是2023年7月3日，以色列军队对杰宁难民营發動的大规模攻擊。以色列政府將此次攻擊行動稱之為家园与花园行动（希伯來語：מבצע בית וגן），而且打擊目標是杰宁难民营内的武装分子。此次襲擊導致12名巴勒斯坦人死亡，其中9人是武装分子，另有100人受伤。至少有500戶巴勒斯坦家庭離開當地。 这次攻擊也是自阿克萨群众起义以来以色列在約旦河西岸發動的的最大規模的軍事行動。